# Acadianisme
Un acadianisme est un régionalisme caractéristique du français acadien. 
Malgré les avancées réelles obtenues quant à la reconnaissance de l'emploi de la langue française en Acadie depuis les années 1960, la question de la norme lexicale du français acadien semble rester entière ce qui amène une insécurité linguistique. Il a ainsi été montré que l'emploi d'acadianismes dans des copies d'examens d'études secondaires au Nouveau-Brunswick n'était pas toujours accepté par les correcteurs de ces copies.